# Janusz Makowski
Janusz Makowski (ur. 18 marca 1912 w Kaliszu, zm. 1972) – polski dziennikarz i katolicki działacz polityczny, poseł na Sejm PRL III, IV i V kadencji (1961–1972). 

## Życiorys
Ukończył Państwowe Gimnazjum Męskie Humanistyczne im. Ignacego Jana Paderewskiego w Poznaniu (1930) i studia humanistyczne na Uniwersytecie Poznańskim. W 1936 podjął pracę w piśmie „Głos Narodu” ks. Jana Piwowarczyka, następnie pracował w prasie warszawskiej. W okresie II wojny światowej związany z wydawnictwami podziemnymi. 
Po zakończeniu II wojny światowej pracował w administracji państwowej (do 1963). Zasiadał w Wojewódzkiej Radzie Narodowej (1957–1961). Od 1957 członek Chrześcijańskiego Stowarzyszenia Społecznego i prezes jego oddziału wielkopolskiego (do 1963). W 1961 wybrany na sekretarza generalnego ChSS. W tym samym roku uzyskał mandat posła na Sejm PRL III kadencji w okręgu Gniezno. Zasiadał w Komisjach Handlu Wewnętrznego oraz Przemysłu Lekkiego, Rzemiosła i Spółdzielczości Pracy. W 1965 uzyskał reelekcję z tego samego okręgu, zostając członkiem Komisji Spraw Zagranicznych (zamiast Handlu Wewnętrznego). W latach 1969–1972 jako poseł gnieźnieński V kadencji pracował w Komisjach Planu Gospodarczego, Budżetu i Finansów oraz Spraw Zagranicznych. 
Odznaczony Krzyżem Kawalerskim Orderu Odrodzenia Polski (1964).

## Wybrane publikacje
- Kościół Francji: wśród kontrowersji i osiągnięć katolicyzmu francuskiego (przedm. J. Madaule), Wydawnictwo Novum, Warszawa 1969